# Arquidiócesis de Ozámiz
La arquidiócesis de Ozámiz (en latín: Archidioecesis Ozamisana, en inglés: Roman Catholic Archdiocese of Ozamiz y en cebuano: Arkidiyosesis sa Ozamis) es una circunscripción eclesiástica de la Iglesia católica en Filipinas. Se trata de una arquidiócesis latina, sede metropolitana de la provincia eclesiástica de Ozámiz. Desde el 4 de octubre de 2016 su arzobispo es Martin Sarmiento Jumoad.

## Territorio y organización
La arquidiócesis tiene 2055 km² y extiende su jurisdicción sobre los fieles católicos de rito latino residentes en la provincia de Misamis Occidental de la región de Mindanao del Norte.
La sede de la arquidiócesis se encuentra en la ciudad de Ozámiz, en donde se halla la Catedral de la Inmaculada Concepción.
En 2021 en la arquidiócesis existían 29 parroquias.
La arquidiócesis tiene como sufragáneas a las diócesis de: Dipólog, Iligan y Pagadían y a la prelatura territorial de Marahui.

## Historia
La prelatura territorial de Ozámiz fue erigida el 27 de enero de 1951 con la bula Supremum Nobis del papa Pío XII, obteniendo el territorio de las diócesis de Cagayán de Oro y Zamboanga (hoy ambas arquidiócesis).
Originalmente sufragánea de la arquidiócesis de Cebú, se convirtió en sufragánea de la arquidiócesis de Cagayán de Oro el 29 de junio de 1951.
El 17 de febrero de 1971 la prelatura territorial cedió una parte de su territorio para la erección de la prelatura territorial de Iligan (hoy diócesis de Iligan) mediante la bula Qui in Apostolici del papa Pablo VI. Al mismo tiempo fue elevada al rango de diócesis y pasó a formar parte de la provincia eclesiástica de la arquidiócesis de Zamboanga.
El 24 de enero de 1983 la diócesis fue elevada al rango de arquidiócesis metropolitana con la bula Quo maius del papa Juan Pablo II.

## Estadísticas
Según el Anuario Pontificio 2022 la arquidiócesis tenía a fines de 2021 un total de 475 450 fieles bautizados.
| Año                                                                             | Población            | Población | Población      | Sacerdotes | Sacerdotes    | Sacerdotes    | Bautizados por sacerdote | Diáconos permanentes | Religiosos | Religiosos | Parroquias |
| Año                                                                             | Bautizados católicos | Total     | % de católicos | Total      | Clero secular | Clero regular | Bautizados por sacerdote | Diáconos permanentes | Varones    | Mujeres    | Parroquias |
| ------------------------------------------------------------------------------- | -------------------- | --------- | -------------- | ---------- | ------------- | ------------- | ------------------------ | -------------------- | ---------- | ---------- | ---------- |
| 1969                                                                            | 386 173              | 896 301   | 43.1           | 52         | 7             | 45            | 7426                     |                      | 45         | 102        | 34         |
| 1980                                                                            | 251 340              | 346 854   | 72.5           | 34         | 15            | 19            | 7392                     |                      | 19         | 58         | 16         |
| 1990                                                                            | 336 546              | 461 023   | 73.0           | 38         | 26            | 12            | 8856                     |                      | 12         | 41         | 19         |
| 1999                                                                            | 366 498              | 488 665   | 75.0           | 37         | 25            | 12            | 9905                     |                      | 14         | 56         | 18         |
| 2000                                                                            | 322 586              | 454 350   | 71.0           | 37         | 23            | 14            | 8718                     |                      | 17         | 72         | 18         |
| 2001                                                                            | 332 263              | 467 980   | 71.0           | 37         | 23            | 14            | 8980                     |                      | 17         | 72         | 18         |
| 2002                                                                            | 345 573              | 486 723   | 71.0           | 36         | 23            | 13            | 9599                     |                      | 13         | 90         | 18         |
| 2003                                                                            | 369 789              | 506 561   | 73.0           | 43         | 29            | 14            | 8599                     |                      | 17         | 75         | 16         |
| 2004                                                                            | 397 078              | 539 342   | 73.6           | 39         | 28            | 11            | 10 181                   |                      | 14         | 95         | 16         |
| 2013                                                                            | 485 000              | 628 000   | 77.2           | 43         | 35            | 8             | 11 279                   |                      | 8          | 43         | 22         |
| 2016                                                                            | 503 000              | 641 000   | 78.5           | 46         | 37            | 9             | 10 934                   |                      | 9          | 35         | 23         |
| 2019                                                                            | 468 245              | 654 135   | 71.6           | 43         | 37            | 6             | 10 889                   |                      | 10         | 72         | 24         |
| 2021                                                                            | 475 450              | 663 240   | 71.7           | 47         | 41            | 6             | 10 115                   |                      | 10         | 107        | 29         |
| Fuente: Catholic-Hierarchy, que a su vez toma los datos del Anuario Pontificio. |                      |           |                |            |               |               |                          |                      |            |            |            |

## Episcopologio
- Sede vacante (1951-1955)

- Patrick Henry Cronin, S.S.C.M.E. † (24 de mayo de 1955-13 de octubre de 1970 nombrado arzobispo de Cagayán de Oro)
- Jesus Yu Varela † (17 de febrero de 1971-27 de noviembre de 1980 nombrado obispo de Sorsogón)
- Jesus Armamento Dosado, C.M. † (29 de julio de 1981-4 de octubre de 2016 retirado)
- Martin Sarmiento Jumoad, desde el 4 de octubre de 2016